# 壬辰詔書
壬辰詔書，也称壬辰之科、壬辰之制，东晋禁止豪强占据山泽的法令。
秦汉时，山林湖泽属国家所有，附近百姓可伐薪捕鱼，朝廷由少府设官向利用山泽的居民课以一定的赋税。实际是地方公有土地。自西晋末年北方士族渡江后，不断兼并平原地区的可耕土地，又擅自封山固泽，私禁樵渔。百姓无以维持生计，依附豪强大族为私客，国家控制的土地、编户减少。朝廷为了与私家争夺土地、劳动力，加以干预。晋成帝咸康二年（336年）壬辰日下诏：“占山护泽，强盗律论，赃一丈以上，皆弃市。”以诏书形式颁布的禁止豪强占据山泽的法令。结果是禁者自禁，占者自占。后虽多次重申，实际上并无成效。宋孝武帝大明七年（463年）扬州刺史劉子尚上言占山固泽之害，建议按品级占山林，如有多占，按“壬辰之科”惩。使私人拥有山林湖泽合法化，但有一定地限制。